# Progetto Runeberg
Il progetto Runeberg è un'iniziativa a modello del progetto Gutenberg che pubblica versioni elettroniche liberamente disponibili di libri importanti per la cultura e la storia dei paesi nordici. Il progetto è iniziato con l'archiviazione della letteratura in lingua nordica nel dicembre 1992, ma oggi ha anche facsimili grafici digitalizzati di opere antiche come Nordisk familjebok, spartiti, articoli di giornale e opere latine di autori nordici. È stato fondato da Lars Aronsson ed è ospitato da Lysator, un club accademico-informatico della Università svedese di Linköping. Questo progetto vede il supporto di numerose università e oltre un centinaio di volontari in tutto il mondo. Di grande valore, nonché pietra miliare di questo progetto, è la rinnovata edizione digitale della Bibbia danese, risalente al 1933, grazie al contributo di Søren Hornstrup e alla continua modifica di ulteriori volontari.

## Nome
Il progetto Runeberg prende il nome dal poeta nazionale finlandese Johan Ludvig Runeberg. Il nome ha anche un doppio significato come Rune (lettera negli scritti Runici) e berg (montagna) e può, nella maggior parte delle lingue nordiche, essere tradotto liberamente in "Montagna di lettere". Infine, il nome è simile a "Gutenberg", rimarcando ulteriormente il progetto da cui prende maggior ispirazione.

## Tecnologia
La pubblicazione digitale delle edizioni in facsimile avviene per mezzo di scansioni integrali e ad alta qualità delle opere. Ciascun libro pubblicato vede segnalata la propria fonte, indicando puntualmente la provenienza delle immagini scansionate tramite apposite image-source.

## Copyright
Il progetto Runeberg si presta a rispettare le norme di copyright vigenti nei riguardi degli scrittori, illustratori e traduttori raccolti. Molte delle opere archiviate all'interno di questa libreria risalgono a più di 70 anni fa, rendendole di conseguenza di pubblico dominio. La Svezia e la Danimarca, negli anni '90, hanno adottato le normative europee sulla libera pubblicazione di opere dopo 70 anni il decesso dell'autore, aumentando di conseguenza la durata del Copyright di vent'anni rispetto ai precedenti atti.